# Antonio Andrușceac
Antonio Andrușceac (n. 25 martie 1967, Gheorghe Gheorghiu-Dej, Bacău, România) este un deputat român, ales în 2020 din partea AUR.
Este membru al Biroului Permanent, Chestor al Camerei Deputatilor. Andrușceac a fost membru fondator al USR și membru al acestei formațiuni până la excluderea sa, în 2020, din cauza opiniilor sale social-conservatoare. Pe 22 mai, Andrușceac a devenit membru fondator al noului partid Acțiunea Conservatoare, condus de Claudiu Târziu.